# Aecidium hupiro
Aecidium hupiro är en svampart som beskrevs av G. Cunn. 1924. Aecidium hupiro ingår i släktet Aecidium, ordningen Pucciniales, klassen Pucciniomycetes, divisionen basidiesvampar och riket svampar. Inga underarter finns listade i Catalogue of Life.